# U-Bahnhof Friesenplatz
Der U-Bahnhof Friesenplatz ist eine Station der Linien 3, 4, 5, 12 und 15 der Stadtbahn Köln. Er ist ein viergleisiger unterirdischer Turmbahnhof, der als Kreuzungsbahnhof zwei U-Bahn-Tunnel miteinander verbindet: die Verlängerung des Innenstadttunnels Richtung Ehrenfeld und den Ringtunnel, der in einem Halbring linksrheinisch um die Kölner Innenstadt führt (entlang der Grenzen der mittelalterlichen Stadtmauer).

## Lage
Der U-Bahnhof liegt unter dem gleichnamigen Friesenplatz, der eigentlich aus zwei Plätzen besteht: einem im Westen an der Venloer Straße und einem im Osten an der Friesenstraße. Zwischen den beiden Plätzen liegt der Hohenzollernring.
Neben dem heutigen, östlichen U-Bahnhofzugängen an der Ringstraße, in der Höhe des Friesenwall und der Friesenstraße befand sich bis zum Jahr 1882 das Friesentor. Es war eines der Burgtore in der mittelalterlichen Stadtmauer Kölns, das auf der Römerstraße nach Venlo den Weg nach Nordwesten eröffnete. Unter dieser Straße verkehren jetzt die U-Bahnlinien 3 und 4 in Richtung Bocklemünd/Mengenich.

## Geschichte
Die Station mit ihren U-Bahn-Tunneln wurde in zwei Bauabschnitten (1985 und 1987) erstellt und eröffnet. Zuvor wurden die jetzt unterirdisch befahrenen Strecken als Straßenbahnlinien betrieben. 1985 wurde zunächst die Verlängerung des Innenstadttunnels vom Gleisdreieck Appellhofplatz Richtung Neu-Ehrenfeld mit den Linien 3, 4 und 5 eröffnet. Die Strecke der Linie 5 vom Friesenplatz über Appellhofplatz (Zeughaus) zum Dom/Hbf, die 1968 gebaut wurde, ist die älteste Tunnelstrecke Kölns.
1987 wurden dann die Quertunnel unter den Ringen in Richtung Rudolfplatz bzw. Ebertplatz in Betrieb genommen, in denen heute die Linien 12 und 15 verkehren. Weitere zwei Jahre später (1989) wurde der Tunnel Richtung Ehrenfeld eröffnet und die Bahnhofseingänge ebenerdig umgebaut, wobei Glas und Stahl statt der sonst üblichen Betonumfassungen verwendet wurden.

## Architektur

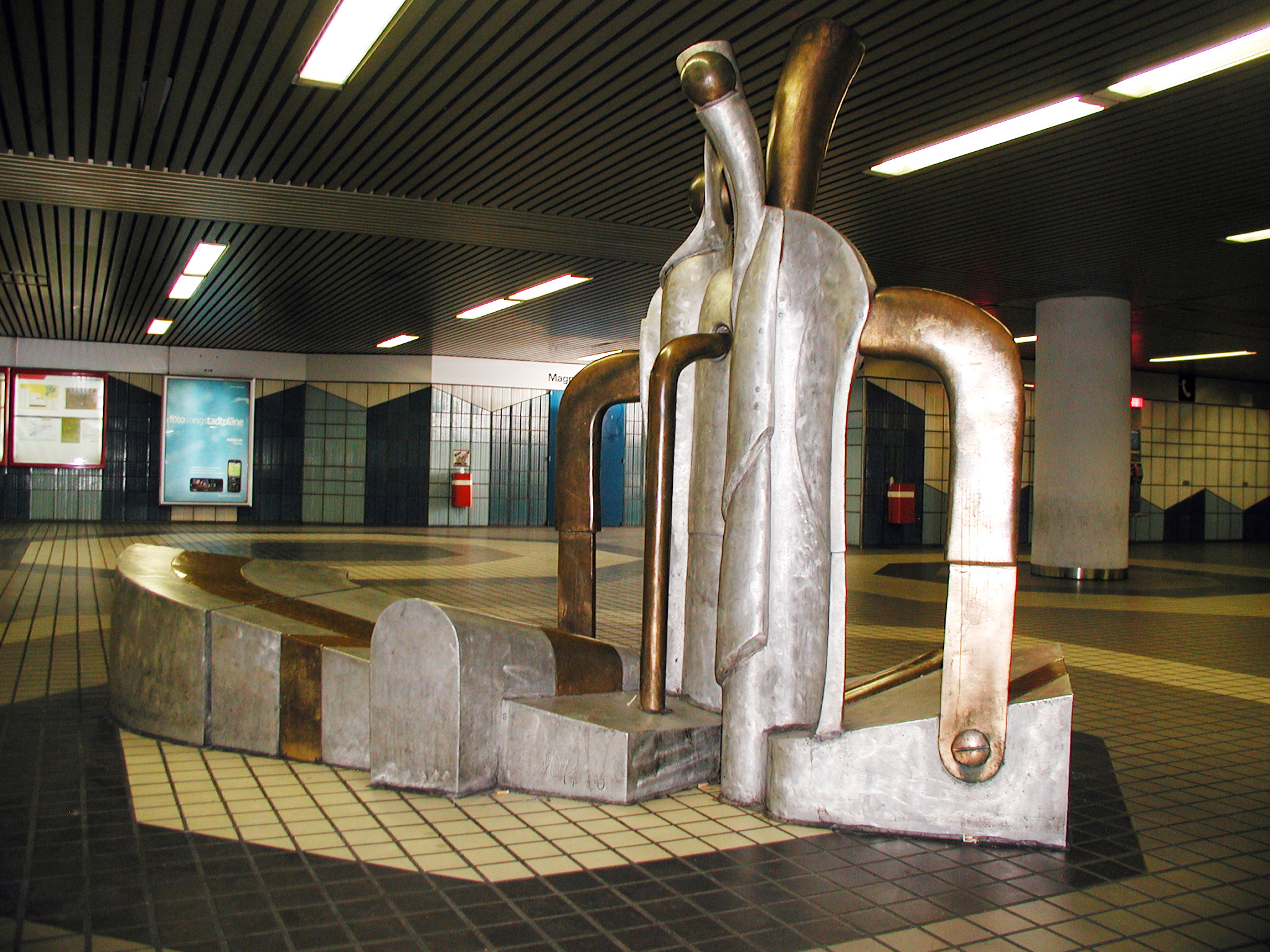
Der Unterwanderer, Skulptur im U-Bahnhof Friesenplatz

Der U-Bahnhof ist als Turmbahnhof konzipiert, an dem sich zwei U-Bahnstrecken kreuzen. Als oberstes unterirdisches Stockwerk ist eine Verteilerebene angelegt. Dort gibt es Informationsstellen, öffentliche Toiletten, Kioske, Stehcafés, Geschäfte, öffentliche Fernsprecher und sowohl Rolltreppen als auch feste Treppen zu allen vier Bahnsteigen. Hier befindet sich zudem die Skulptur Der Unterwanderer von Manfred M. Ott aus Kupfer und Aluminium, die ursprünglich am Ausgang zum Josef-Haubrich-Hof aufgestellt und später auf die Verteilerebene der Station Friesenplatz versetzt wurde.
Als zweites unterirdisches Stockwerk sind die Bahnsteige der Verlängerung des Innenstadttunnels Richtung Neu-Ehrenfeld angelegt. Sie bestehen zurzeit zu 2/3 aus Hochflurbahnsteigen. Dort verkehren die Linien 3, 4 und 5. Als drittes unterirdisches Stockwerk sind die Bahnsteige des Ringtunnels angelegt. Sie bestehen komplett aus Niederflur-Bahnsteigen, dort verkehren derzeit die Linien 12 und 15.
Der U-Bahnhof Friesenplatz wurde ebenso wie der benachbarte U-Bahnhof Rudolfplatz im Zuge des Kalten Kriegs als Atombunker angelegt.
Der U-Bahnhof hat 24 Rolltreppen mit unterschiedlichen Längen.

## Linien
| Linie | Linienverlauf | Takt   |
| ----- | --- | ------ |
| 3     | Thielenbruch – Dellbrück – Holweide – Buchheim – Buchforst – Koelnmesse – Bf. Deutz/Lanxess Arena – U Severinstraße – U Poststraße – U Neumarkt – U Appellhofplatz (Breite Straße) – U Friesenplatz – U Hans-Böckler-Platz/Bahnhof West – U Piusstraße – U Körnerstraße – U Venloer Straße/Gürtel (Bf. Ehrenfeld) – U Leyendeckerstraße – U Rochusplatz – U Akazienweg – Bocklemünd – Mengenich – Görlinger-Zentrum | 10 min |
| 4     | Leverkusen-Schlebusch – Köln-Dünnwald – Höhenhaus – Mülheim Wiener Platz – Koelnmesse – Bf. Deutz/Lanxess Arena – U Severinstraße – U Poststraße – U Neumarkt – U Appellhofplatz (Breite Straße) – U Friesenplatz – U Hans-Böckler-Platz/Bahnhof West – U Piusstraße – U Körnerstraße – U Venloer Straße/Gürtel (Bf. Ehrenfeld) – U Leyendeckerstraße – U Rochusplatz – U Akazienweg – Bocklemünd                   | 10 min |
| 5     | Sparkasse Am Butzweilerhof – IKEA Am Butzweilerhof – Alter Flughafen Butzweilerhof – Rektor-Klein-Straße – Margaretastraße – Iltisstraße – Lenauplatz – Nußbaumerstraße – Subbelrather Straße/Gürtel – Liebigstraße – Gutenbergstraße – U Hans-Böckler-Platz/Bahnhof West – U Friesenplatz – U Appellhofplatz/Zeughaus – U Dom/Hbf – U Rathaus – U Heumarkt                                                         | 10 min |
| 12    | Merkenich – Niehl Nord – Weidenpesch – U Neusser Straße/Gürtel – U Florastraße – U Lohsestraße – U Ebertplatz – U Hansaring – U Christophstraße/Mediapark – U Friesenplatz – U Rudolfplatz – Zülpicher Platz – Barbarossaplatz – Zollstock | 10 min |
| 15    | Chorweiler – Heimersdorf – Longerich – Weidenpesch – U Neusser Straße/Gürtel – U Florastraße – U Lohsestraße – U Ebertplatz – U Hansaring – U Christophstraße/Mediapark – U Friesenplatz – U Rudolfplatz – Zülpicher Platz – Barbarossaplatz – Chlodwigplatz – Ubierring | 10 min |

## Belege
1. ↑  
Kölns U-Bahnstationen als Kunst-Räume auf stadt-koeln.de; abgerufen am 24. November 2020
2. ↑  
Unterwanderer auf kulturelles-erbe-koeln.de; abgerufen am 24. November 2020